# ニコライ・ダニレフスキー
ニコライ・ダニレフスキー（ロシア語: Никола́й Я́ковлевич Даниле́вский、英語: Nikolay Yakovlevich Danilecskii、1822年11月28日 - 1885年11月7日）は19世紀ロシアの自然科学者、歴史学者。スラブ派の理論家の一人に数えられる。

## 生涯
オリョール県オベレツ村（現Izmalkovsky区）に生まれる。貴族の一員としてツァールスコエ・セロー学院で教育を受け、卒業後は陸軍省に勤める。そこでの勤務に満足できなかったためサンクト・ペテルスブルク大学で、物理学と数学の聴講を受けた。修士試験に合格し、ヨーロッパロシア圏・黒海沿岸の花について論文を準備していたが、フランス社会主義を研究していたペトラシェフスキーのサークルに所属していた嫌疑により1849年に逮捕された。活動的なメンバーの何人かは死刑を宣告された（その中には作家のドストエフスキーもいる）が、ダニレフスキー自身はペトロパヴロフスク要塞で100日の間投獄されて、その後ヴォログダに流刑にされ警察の監視下におかれた。
1852年、カール・エルンスト・フォン・ベーアに協力するよう命じられ、4年間、農林水産省に配属されヴォルガ川流域とカスピ海の水産資源の調査に従事する。それから20年は白海、黒海、アゾフ海、カスピ海、および北極海の調査隊に関わり、自然科学者としての経歴を積む。行政官としては、1872年から1879年まで、漁場とアザラシ猟の管理、クリミアにおける流水利用規則を作成する委員会の長であった。気候学、地質学、地理学、および民族学における彼の貢献を記念してロシア地理学協会から金メダルが授与されている。

## 理論
ダニレフスキーの政治的見解は1860年代に根本的に変化し、彼の著書『ロシアとヨーロッパ』はスラヴ派のバイブルとなる。彼は暴力的なヨーロッパがスラヴ民族を支配しその文化を破壊しようとしていると説き、ロシアに導かれたスラヴ文明の台頭を予言した。ダニレフスキーはドイツ観念論やヘーゲルの影響を受けず、自然科学の経験からそのロシア観を導いている点で他のスラヴ派の論客とは異なっている。
歴史に対するアプローチはジョルジュ・キュヴィエの生物分類に負うところが大きく、ダニレフスキーにとって「文化的歴史類型」は不変のものであった。ダニレフスキーによれば、人間性とか普遍的な人間的進歩というものは存在しない、人類は決して単一の運命を持つものではなく、他の文化の諸類型とロシア文化は互いに排他的な関係にあると主張した。人類は決して文化史の上で統一することはない、と考えた点で後のオスヴァルト・シュペングラーに酷似する。問題は世界におけるロシアの使命というよりも、ロシアを独特な文化史的諸類型に形成していくことである。哲学者のソロヴィヨフはその著書の中でダニレフスキーに見られるロシア国民信仰を特に批判し、その要素はドイツの哲学者リッケルトからの借り物であることを示した。
彼の思想はコンスタンチン・レオンチェフに受け継がれ、トルストイやドストエフスキーに歓迎される一方で、歴史学者パーヴェル・ミリュコーフやニコライ・ミハイロフスキーには強く反対されている。

## 著書
- "О движении народонаселения в России. "(1851年)
- "Климат Вологодской губернии."（1853年）

- 『ダーウィニズム　Дарвинизм. Критическое исследование』（1889年）
- 『ロシアとヨーロッパ　Россия и Европа. Взгляд на культурные и политические отношения Славянского мира к Германо-Романскому』（1895年）
- 『政治経済学論集　Сборник политических и экономических статей』（1890年）